# Глизе 259
Глизе 259 — оранжевый карлик в созвездии Большого Пса. Звезда имеет видимую звёздную величину 6,688 и относится к спектральному классу K1V. Она находится на расстоянии в 48,1 световых годах от Земли. Её эффективная температура составляет 4030 кельвинов.